# Medaille „Für die Festigung der Waffenbrüderschaft“
Die Medaille „Für die Festigung der Waffenbrüderschaft“ (russisch Медаль “За укрепление боевого содружества”) war eine militärische Auszeichnung der Sowjetunion, welche am 25. Mai 1979 in einer Stufe geschaffen wurde. Es wurden mehr als 5.000 Medaillen verliehen.

## Verleihungsbedingungen
Die Medaille konnte an alle Angehörigen der Sowjetarmee sowie an Angehörige der anderen Armeen des Warschauer Pakts verliehen werden, die sich um die Festigung der Waffenbrüderschaftsbeziehungen der Armeen und Flotten der sozialistischen Länder verdient gemacht hatten. Der darin eingeschlossene Personenkreis umfasste dabei nicht nur die Angehörigen der Streitkräfte, sondern auch die Mitarbeiter der Organe der Staatssicherheit und des Inneren sowie auch Bürger anderer Staaten des Warschauer Pakts. Die Medaille konnte an jede Person nur einmal verliehen werden.

## Aussehen und Trageweise
Die 32 mm durchmessende Medaille besteht aus Messing und schimmert golden. Dominiert wird das Avers von einem emaillierten Roten Stern, auf dem ein Wappenschild mit der Inschrift За укрепление Боевого Содружества (Für die Festigung der Waffenbrüderschaft) und СССР (UdSSR) zu sehen ist. Im Hintergrund sind am unteren Medaillenrand ein diagonal gekreuztes Schwerterpaar sowie zwei nach oben gebogene Lorbeerzweige erkennbar. Das Revers der Medaille ist glatt und leer gehalten. Getragen wurde die Medaille an der linken oberen Brustseite an einer roten pentagonalen Spange, deren linker Saum Blau (4 mm) – Weiß (1 mm) und deren rechter Saum Grün (4 mm) – Weiß (1 mm) ist. In die Mitte des Ordensbandes ist ein senkrechter Mittelstreifen eingewebt, der die Farbkombination Gelb-Schwarz-Gelb (je 1 mm) zeigt.

## Träger dieser Auszeichnung
Nationale Volksarmee:
- Wolfgang Thonke
- Gerhard Müller[2]